# Aspidistra elatior
Aspidistra elatior es una especie de planta rizomatosa perteneciente a la familia de las asparagáceas. Es nativa de Japón y ampliamente cultivada como planta ornamental.

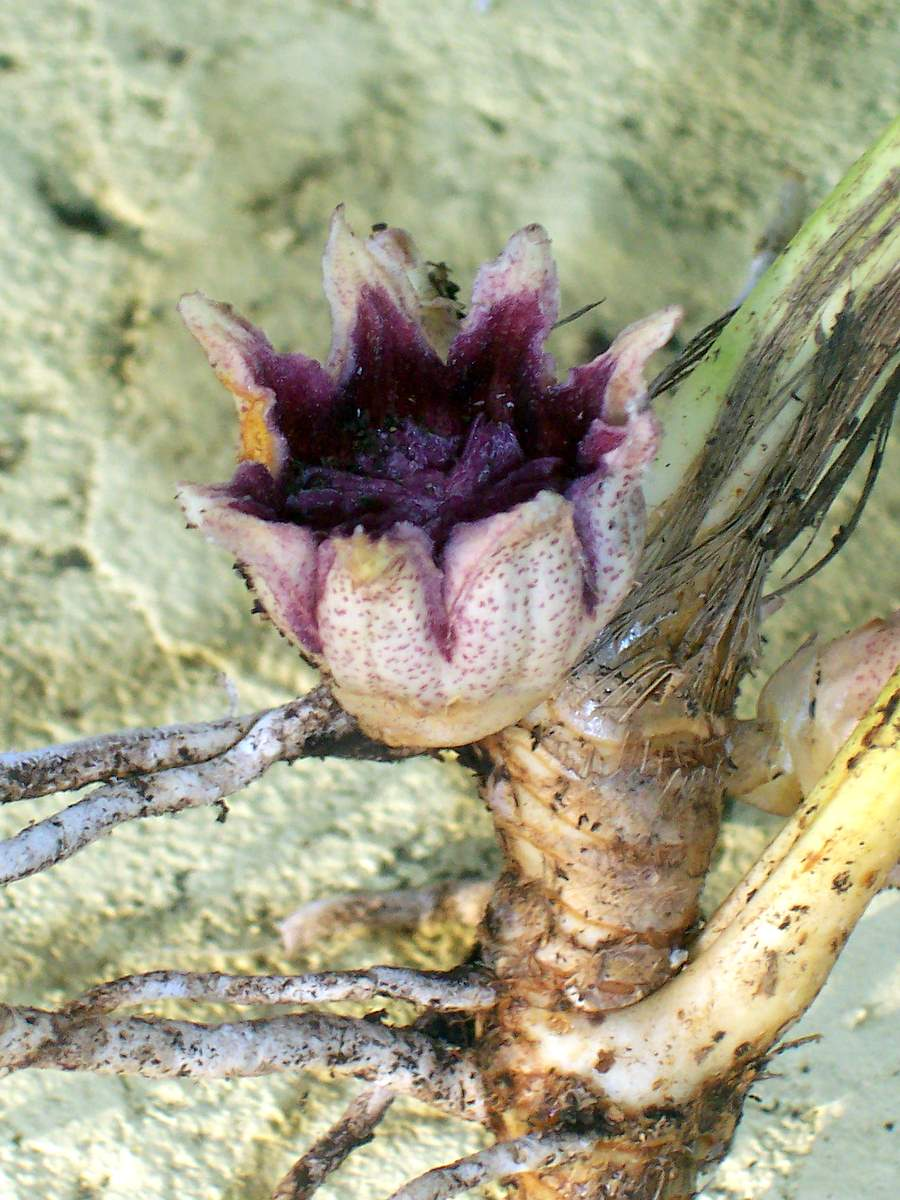
Detalle de la flor

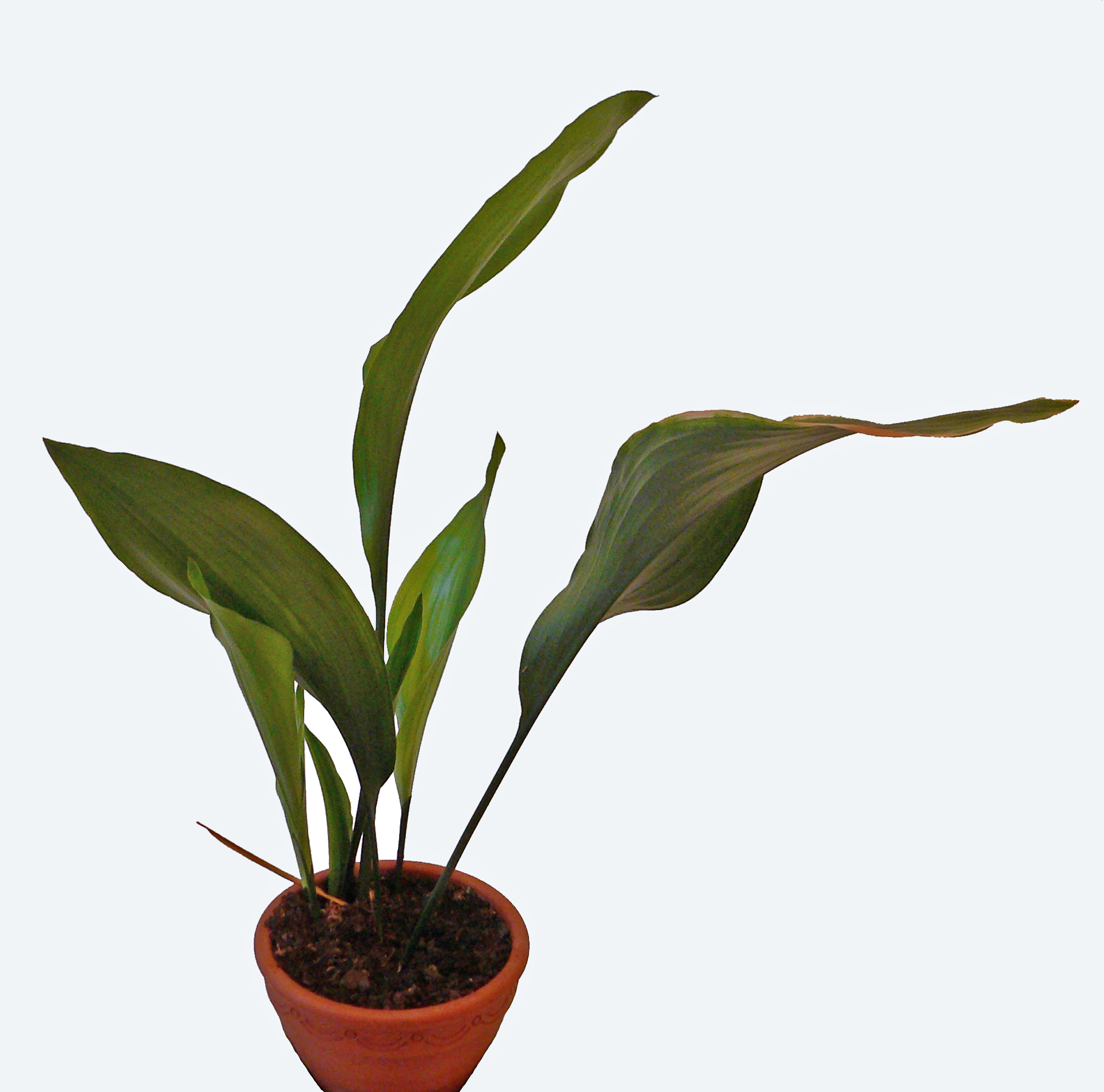
Vista de la planta

## Descripción
Aspidistra elatior  es una planta sin tallo que alcanza un tamaño de un metro de altura, con hojas de color verde oscuro. Las pequeñas y solitarias flores de color púrpura pueden aparecer en la base de la planta en primavera.

## Distribución
Aunque se piensa que es de origen chino,  la especie es, de hecho, nativa de las islas en el sur de Japón, incluyendo Kuroshima, Suwanosejima y las Islas Uji. Se presenta en asociación con especies como Ardisia sieboldii y Castanopsis sieboldii.

## Cultivo
Aspidistra elatior es una planta exótica bien conocida que tiene fama de soportar el abandono. Es tolerante a condiciones de poca luz, baja humedad, riego irregular, y a fluctuaciones de temperatura. Es mejor situarla en una posición alejada del sol directo para evitar que las hojas blanqueen.  Un buen drenaje es también necesario para un crecimiento óptimo y para evitar la pudrición de la raíz.  La especie no suele ser atacada por plagas ni enfermedades, sin embargo, los ácaros y las cochinillas pueden causar problemas de vez en cuando. Las hojas y las raíces pueden ser consumidas por los mamíferos ungulados como el ciervo, así como por roedores y conejos.

## Taxonomía
Aspidistra elatior fue descrita por Carl Ludwig Blume y publicado en Tijdschrift voor Natuurlijke Geschiedenis en Physiologie 1: 76, pl. 4, en el año 1834.
Variedades aceptadas
- Aspidistra elatior var. attenuata (Hayata) S.S.Ying
- Aspidistra elatior var. elatior

Sinonimia
- Aspidistra attenuata Hayata
- Aspidistra punctata var. albomaculata Hook.
- Aspidistra variegata (Link) Regel
- Plectogyne variegata Link[7]